# Ophionereis vivipara
Ophionereis vivipara is een slangster uit de familie Ophionereididae.
De wetenschappelijke naam van de soort werd in 1933 gepubliceerd door Theodor Mortensen.